# Alister Kirby

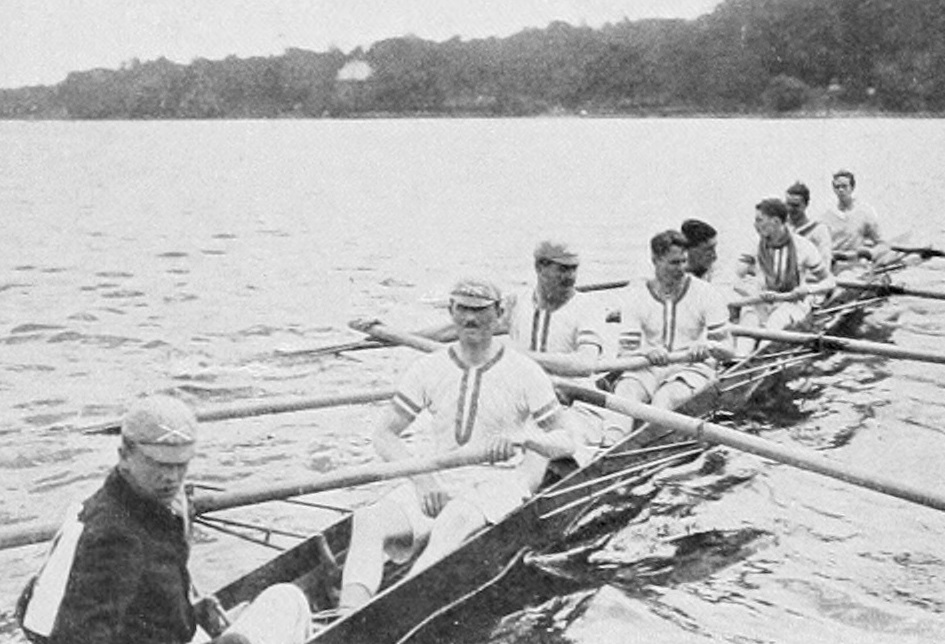
Fotografia de l'equip britànic de rem que competí als Jocs aolímpucs d'estiu de 1912 i on guanyà la medalla d'or.

Alister Graham Kirby (Brompton, Londres, 14 d'abril de 1886 – França, 29 de març de 1917) va ser un remer anglès que va competir a començaments del segle xx. Morí en acte de servei durant la Primera Guerra Mundial.
Kirby va néixer a Londres, i era fill d'Arthur Raymond Kirby, degà de Lincoln's Inn, i la seva muller Gertrude Fleming. Estudià a l'Eton College i al Magdalen College, de la Universitat d'Oxford. Remà amb l'equip d'Oxford en la Regata Oxford-Cambridge de 1906, 1907, 1908 i 1909, però sols guanyà en la darrera de les seves participacions. Fou president del Vincent's Club el 1909. Com a membre del Leander Club el 1912 va prendre part en els Jocs Olímpics d'Estocolm, on guanyà la medalla d'or en la competició del vuit amb timoner del programa de rem.
Amb l'esclat de la Primera Guerra Mundial va ser comissionat a la Rifle Brigade, on serví com a capità. Morí d'una malaltia el 1917 i fou enterrat al cementiri de guerra de Mazargues, a Marsella.